# Герберштейн, Леопольд фон
Граф Леопольд фон Герберштейн (нем. Leopold von Herberstein; 1655 — 24 декабря 1728) — австрийский (священно-римский) фельдмаршал (1707).

## Биография
Родился в 1655 году. Выходец из австрийского рода фон Герберштейнов, последний представитель нойбергской линии семьи (но не всей семьи в целом). Сын австрийского полковника графа Франца Альберта фон Герберштейна, коменданта Буккари, и его жены Марии-Розалии, урождённой графини фон Петацци.
С ранних лет служил офицером в австрийской армии, постепенно продвигаясь по службе. В чине подполковника захватил замок Зворник. Служил комендантом крепости Гроссвардиен. Участвовал в отражении турок под Веной (в 1683 году) уже будучи в чине фельдмаршал-лейтенанта (генерал-лейтенанта). В 1691 году стал шефом пехотного полка. В том же году был произведён в фельдцейхмейстеры (полные генералы).
12 мая 1701 года, во главе передового отряда, состоявшего из его собственного полка и двух полков кавалерии при 10 орудиях переправился через Адидже, открыв тем самым боевые действия австрийской армии в ходе Войны за испанское наследство, в которую Австрия официально вступила лишь три дня спустя. Отличился в битве при Луццаре 15 августа 1702 года. Когда в 1704 году скончался фельдмаршал Лоррен-Водемон, Герберштейн стал австрийским главнокомандующим в Италии, после чего его сменил принц Евгений.
С 1705 года был вице-президентом Гофкригсрата. Особо отличился в Туринской битве 7 сентября 1706 года, за что в следующем году был произведён в генерал-фельдмаршалы. В 1721 году был награждён орденом Золотого руна.
Скончался в 1728 году неженатым и бездетным, по-прежнему находясь в должности вице-президента Гофкригсрата, и был похоронен с большой пышностью в церкви Святой Анны в Вене.
Среди современников Леопольд фон Герберштейн славился своим добросердечием — качеством, весьма редким среди военачальников того времени. Немалые средства он тратил на благотворительность, а своим слугам не разрешал отказывать в подаянии ни одному бедняку.